# 北鹿観光ハイヤー
北鹿観光ハイヤー合資会社（ほくろくかんこうハイヤー）とは、秋田県北秋田市綴子に本社を置くタクシー会社。

## 本社
- 秋田県北秋田市綴子字中堤38番地

## 事業内容
- 一般乗用旅客自動車運送事業
- 一般乗合旅客自動車運送事業

## 車両
- タクシー
- ジャンボタクシー